# Collegio plurinominale Toscana - 01 (Senato della Repubblica 2020)
Il collegio elettorale plurinominale Toscana - 01 è un collegio elettorale plurinominale della Repubblica italiana per l'elezione del Senato della Repubblica.

## Territorio
Come previsto dalla legge n. 51 del 27 maggio 2019, il collegio è stato definito tramite decreto legislativo all'interno della circoscrizione Toscana.
Il collegio corrisponde all'intera regione Toscana e contiene i quattro collegi uninominali Toscana - 01 (Arezzo), Toscana - 02 (Livorno), Toscana - 03 (Prato) e Toscana - 04 (Firenze).

## XIX legislatura

### Risultati elettorali
|                               | Fratelli d'Italia                                       | 486 422   | 25,90 | 2 | 723 501   | 38,53 | 3 |  |  |
|                               | Lega per Salvini Premier                                | 120 718   | 6,43  | 1 | 723 501   | 38,53 | 3 |  |  |
|                               | Forza Italia                                            | 108 192   | 5,76  | – | 723 501   | 38,53 | 3 |  |  |
|                               | Noi Moderati                                            | 8 169     | 0,44  | – | 723 501   | 38,53 | 3 |  |  |
|                               | Partito Democratico - Italia Democratica e Progressista | 485 329   | 25,85 | 3 | 635 562   | 33,85 | 1 |  |  |
|                               | Alleanza Verdi e Sinistra                               | 88 612    | 4,72  | – | 635 562   | 33,85 | 1 |  |  |
|                               | +Europa                                                 | 54 385    | 2,90  | – | 635 562   | 33,85 | 1 |  |  |
|                               | Impegno Civico – Centro Democratico                     | 7 236     | 0,39  | – | 635 562   | 33,85 | 1 |  |  |
|                               | Movimento 5 Stelle                                      | 212 103   | 11,30 | 1 | 212 103   | 11,30 | – |  |  |
|                               | Azione - Italia Viva                                    | 175 017   | 9,32  | 1 | 175 017   | 9,32  | – |  |  |
|                               | Unione Popolare                                         | 37 616    | 2,00  | – | 37 616    | 2,00  | – |  |  |
|                               | Italexit                                                | 30 937    | 1,65  | – | 30 937    | 1,65  | – |  |  |
|                               | Italia Sovrana e Popolare                               | 25 826    | 1,38  | – | 25 826    | 1,38  | – |  |  |
|                               | Partito Comunista Italiano                              | 24 107    | 1,28  | – | 24 107    | 1,28  | – |  |  |
|                               | Vita                                                    | 13 146    | 0,70  | – | 13 146    | 0,70  | – |  |  |
| Totale                        | Totale                                                  | 1 877 815 | 100   | 8 | 1 877 815 | 100   | 4 |  |  |
|                               |                                                         |           |       |   |           |       |   |  |  |
| Voti non validi               | Voti non validi                                         | 83 469    | 4,26  |   |           |       |   |  |  |
| Votanti                       | Votanti                                                 | 1 961 284 | 69,75 |   |           |       |   |  |  |
| Elettori                      | Elettori                                                | 2 811 953 |       |   |           |       |   |  |  |
|                               |                                                         |           |       |   |           |       |   |  |  |
| Data: 25 settembre 2022       |                                                         |           |       |   |           |       |   |  |  |
| Fonte: Ministero dell'interno |                                                         |           |       |   |           |       |   |  |  |

### Eletti

#### Eletti nei collegi uninominali
Eletti nella coalizione di centro-destra (FdI - Lega - FI - NM)
     Eletti nella coalizione di centro-sinistra (PD-IDP - AVS - +E - IC-CD)
| Collegio uninominale | Eletto | Eletto                     | Partito           |
| -------------------- | ------ | -------------------------- | ----------------- |
| 1. Arezzo            |        | Simona Petrucci            | Fratelli d'Italia |
| 2. Livorno           |        | Manfredi Potenti           | Lega              |
| 3. Prato             |        | Patrizio Giacomo La Pietra | Fratelli d'Italia |
| 4. Firenze           |        | Ilaria Cucchi              | Ind. di sinistra  |

#### Eletti nella quota proporzionale
| Partito Democratico-IDP                           | Fratelli d'Italia                           | Movimento 5 Stelle | Azione - Italia Viva | Lega           |
| ------------------------------------------------- | ------------------------------------------- | ------------------ | -------------------- | -------------- |
|                                                   |                                             |                    |                      |                |
| Dario Parrini Ylenia Zambito Silvio Franceschelli | Paolo Marcheschi Susanna Donatella Campione | Ettore Licheri     | Mariastella Gelmini  | Claudio Borghi |

1. ↑  Il 17.09.2024 aderisce al gruppo misto-NI. Il 30.10.2024 aderisce al gruppo Cd'I-UDC-NM (NcI, CI, IaC)-MAIE-CP.